# Moscow Airlines
A Atlant-Soyuz (em russo:  Авиакомпания Атлант-Союз), conhecida como Moscow Airlines (em russo:  Авиакомпания Москва) entre 2010-2011, foi uma companhia aérea baseada em Moscou, Rússia, que operou voos de passageiro domésticos e internacionais a partir do Aeroporto Internacional Vnukovo de 1993 a 2011.

## História

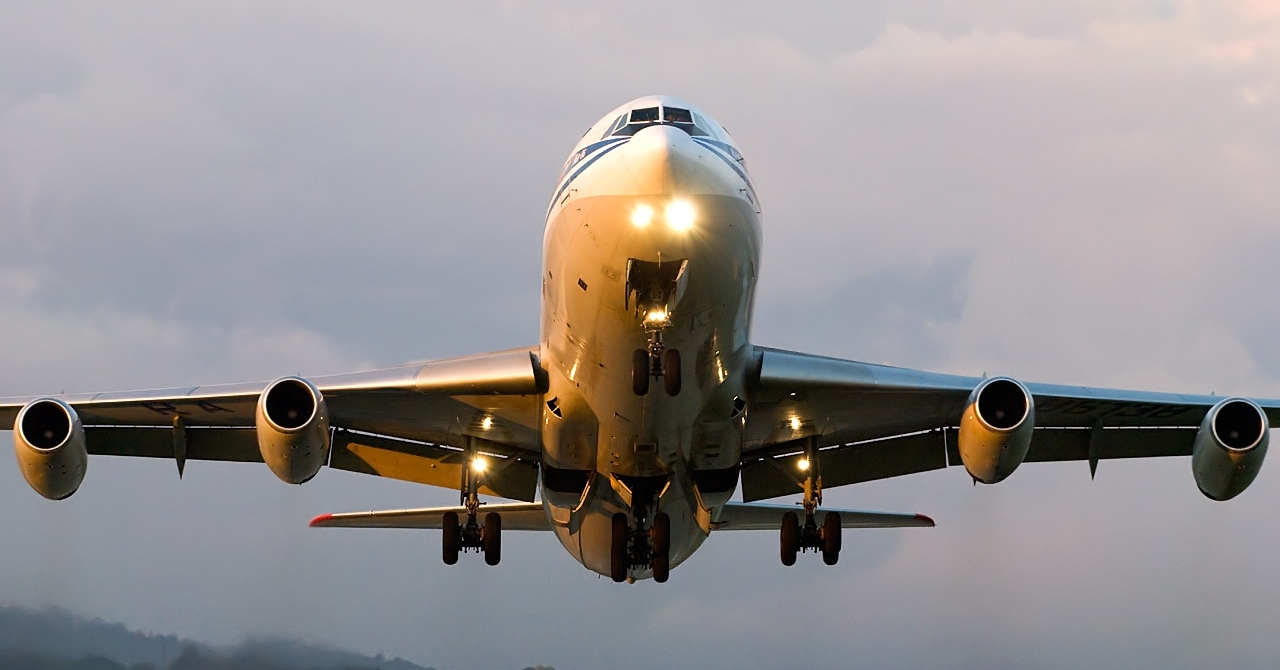
Um Ilyushin Il-86 da Atlant-Soyuz no Aeroporto Internacional de Sóchi em 2010

A companhia Atlant-Soyuz era uma empresa de capital aberto e iniciou as operações em Junho de 1993, oferecendo voos de passageiro e cargueiros utilizando aeronaves soviéticas. O primeiro Boeing foi incorporado na frota em 2006. Em 2007, a companhia era de propriedade de investidores privados (75 porcento) e a Cidade de Moscou (25 porcento) e tinha 726 empregados. Haviam planos iniciais de um empreendimento conjunto com a empresa cargueira americana Evergreen International Airlines em 2007, mas nunca se materializou.
Em 17 de Setembro de 2010, a empresa foi renomeada como Moscow Airlines. Após esta alteração, todos os Ilyushin Il-76 cargueiros foram removidos de serviço, sendo então o fim dos voos apenas cargueiros. Em 17 de Janeiro de 2011, a Moscow Airlines encerrou todas as atividades de voo, sendo posteriormente encerrada.

## Frota
Em 7 de dezembro de 2010, a Moscow Airlines operava uma frota de 9 Boeing 737 com uma média de idade de 12,8 anos para voos regulares de passageiros. Adicionalmente, possuía várias aeronaves mais antigas da Tupolev e Ilyushin, que servia em voos charter.
| Aeronave                 | Total | Pedidos | Passageiros | Passageiros | Passageiros | Passageiros |
| Aeronave                 | Total | Pedidos | C           | Y+          | Y           | Total       |
| ------------------------ | ----- | ------- | ----------- | ----------- | ----------- | ----------- |
| Boeing 737-300           | 3     | —       | 8           | 0           | 120         | 128         |
| Boeing 737-800           | 6     | 2       | ? 0         | 0           | ? 189       | 162 189     |
| Embraer EMB-120 Brasilia | 3     | —       | 0           | 0           | ?           | ?           |
| Tupolev Tu-154M          | 2     | —       | 8 0         | 0           | 150 176     | 158 176     |

## Galeria de aeronaves

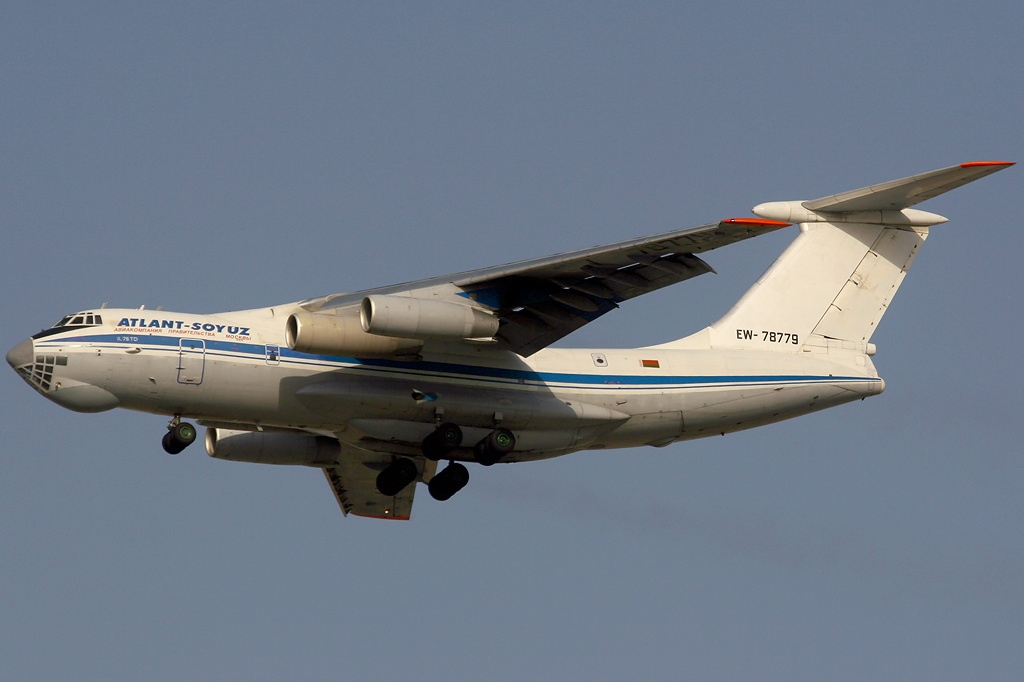
Um Ilyushin Il-76 se aproximando no Aeroporto Internacional de Dubai em 2007, pintado nas cores originais da Atlant-Soyuz.
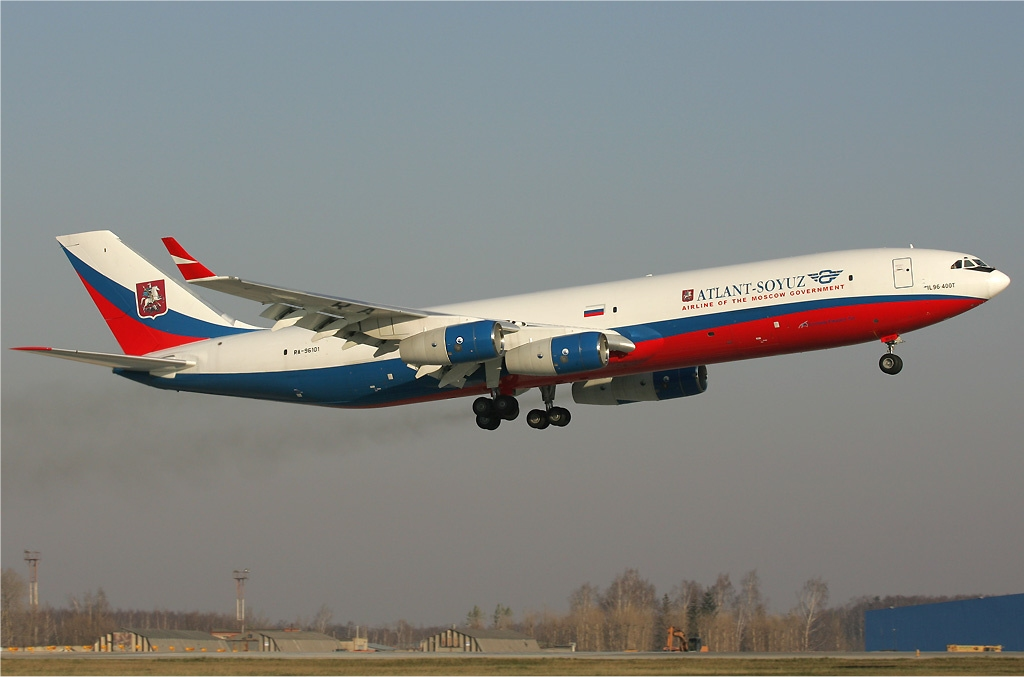
Um Ilyushin Il-96 pousando no Aeroporto Internacional Domodedovo em 2008, com a última pintura deste modelo.
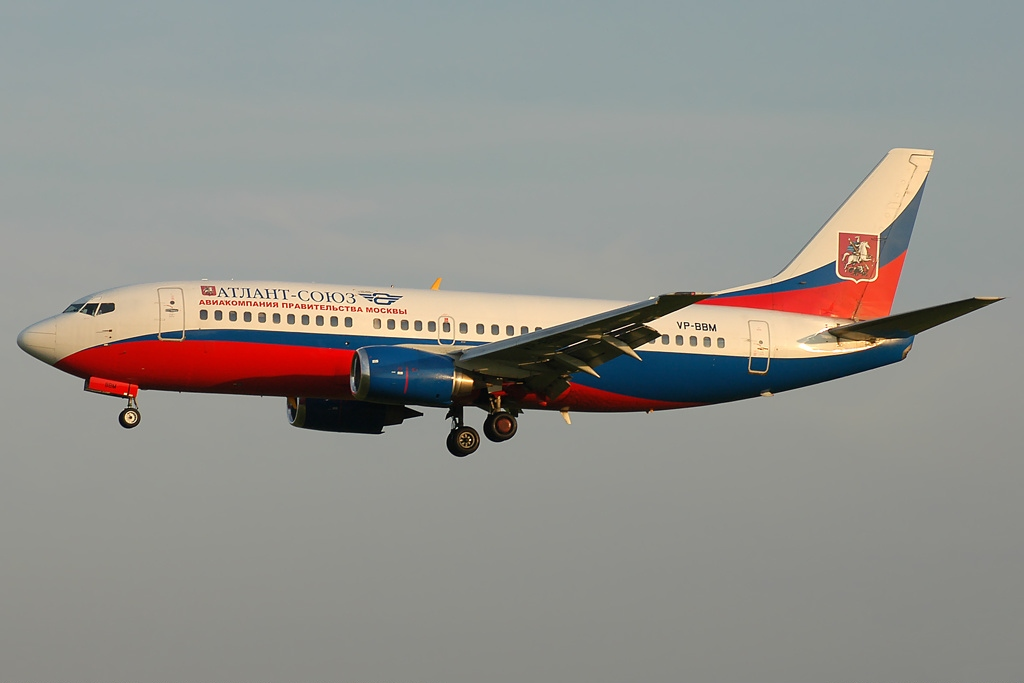
Um Boeing 737-300 se aproximando no Aeroporto Internacional Vnukovo em 2009.
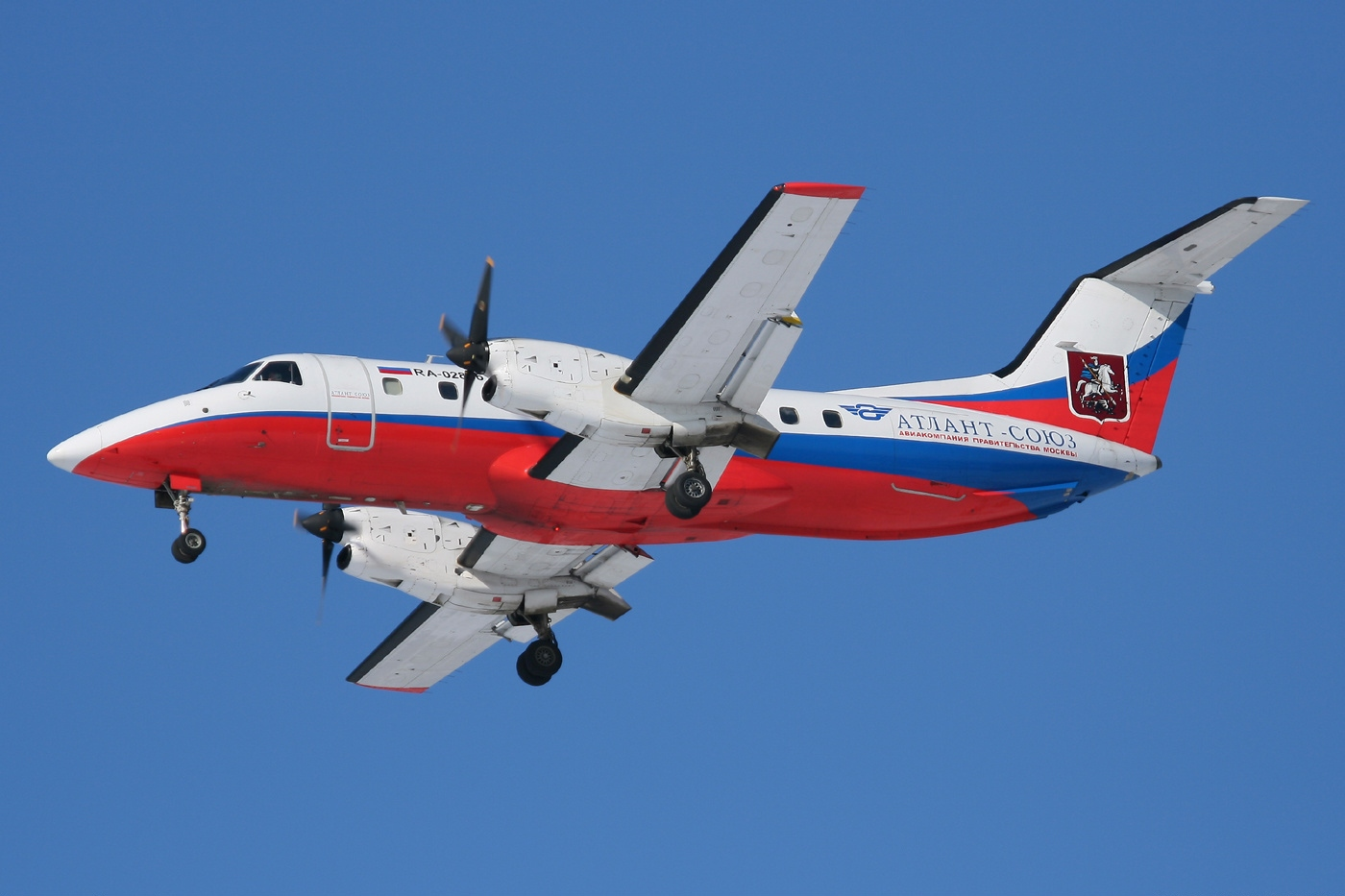
Um Embraer EMB-120 Brasilia no Aeroporto Vnukovo em 2009.
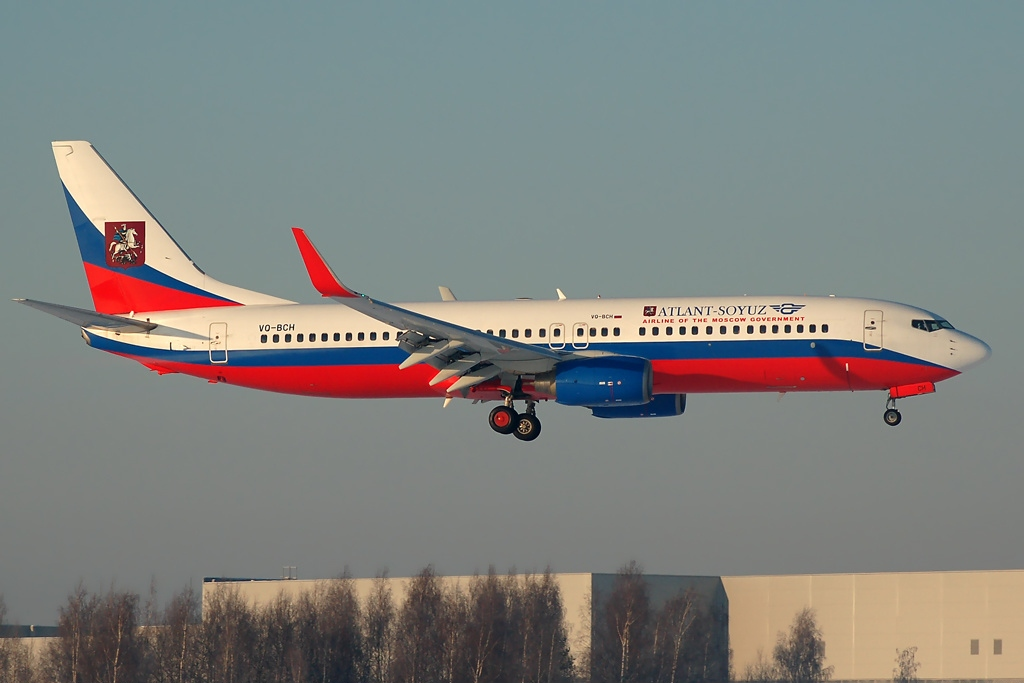
Um Boeing 737-800 se aproximando no Aeroporto Vnukovo em 2010.
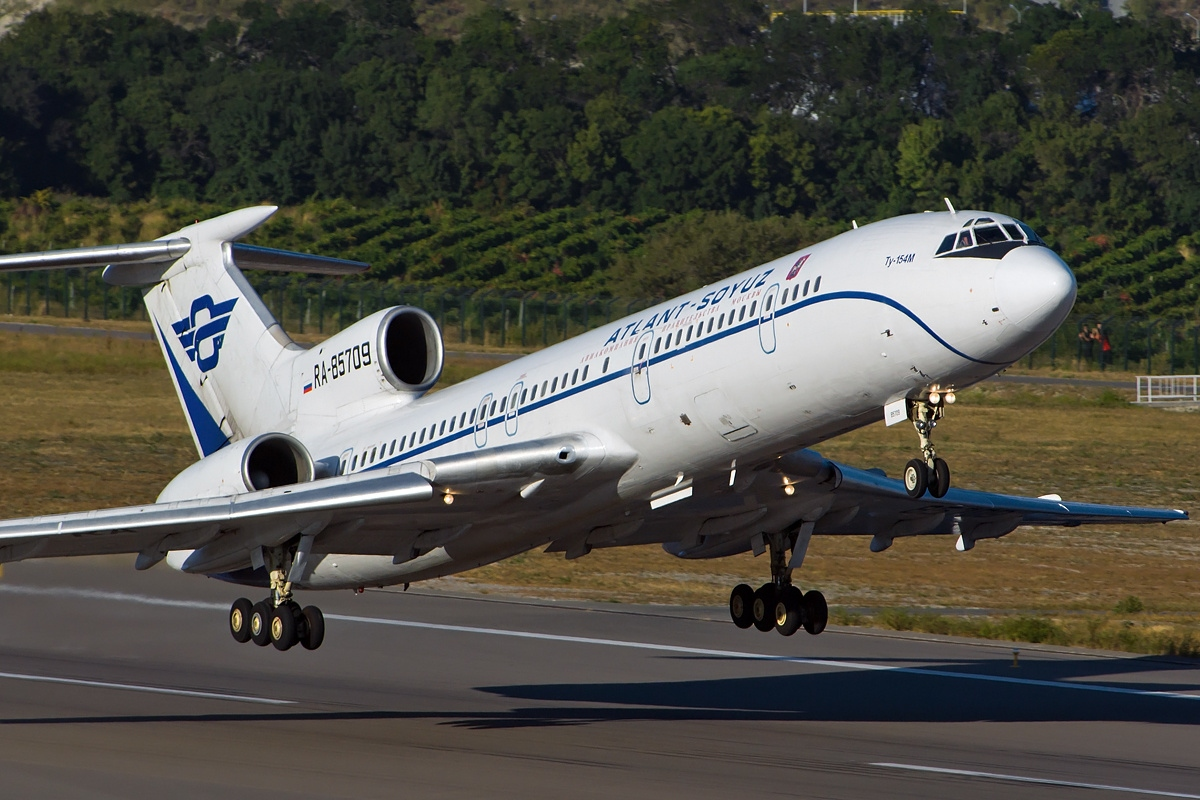
Um Tupolev Tu-154 no Aeroporto de Gelendzhik em 2010.